# Twin Jet
Twin Jet — французька авіакомпанія, зі штаб-квартирою у Екс-ан-Прованс.

## Історія
Twin Jet була заснована у травні 2001 року і здійснила перший запланований рейс у березні 2002 року. Компанія виконує 250 рейсів на тиждень переважно на внутрішніх маршрутах у межах Франції, а також у Мілан (Італія), Штутгарт та Фрідріхсгафен, Німеччина та Цюрих, Швейцарія. Її діяльність доповнюється діловою авіацією та чартерними рейсами.
На початку січня 2017 року Twin Jet об'єднався з французьким конкурентом Hex'Air та інтегрував свої маршрути та літаки.

## Напрямки
Напрямки Twin Jet на вересень 2019:
Франція
- Ле-Пюї
- Лілль базовий
- Ліон базовий
- Марсель базовий
- Мец базовий
- Ніцца
- Париж-Орлі
- По
- Страсбург
- Тулуза

Німеччина
- Штутгарт

Італія
- Мілан-Мальпенса

Швейцаря
- Цюрих

## Флот

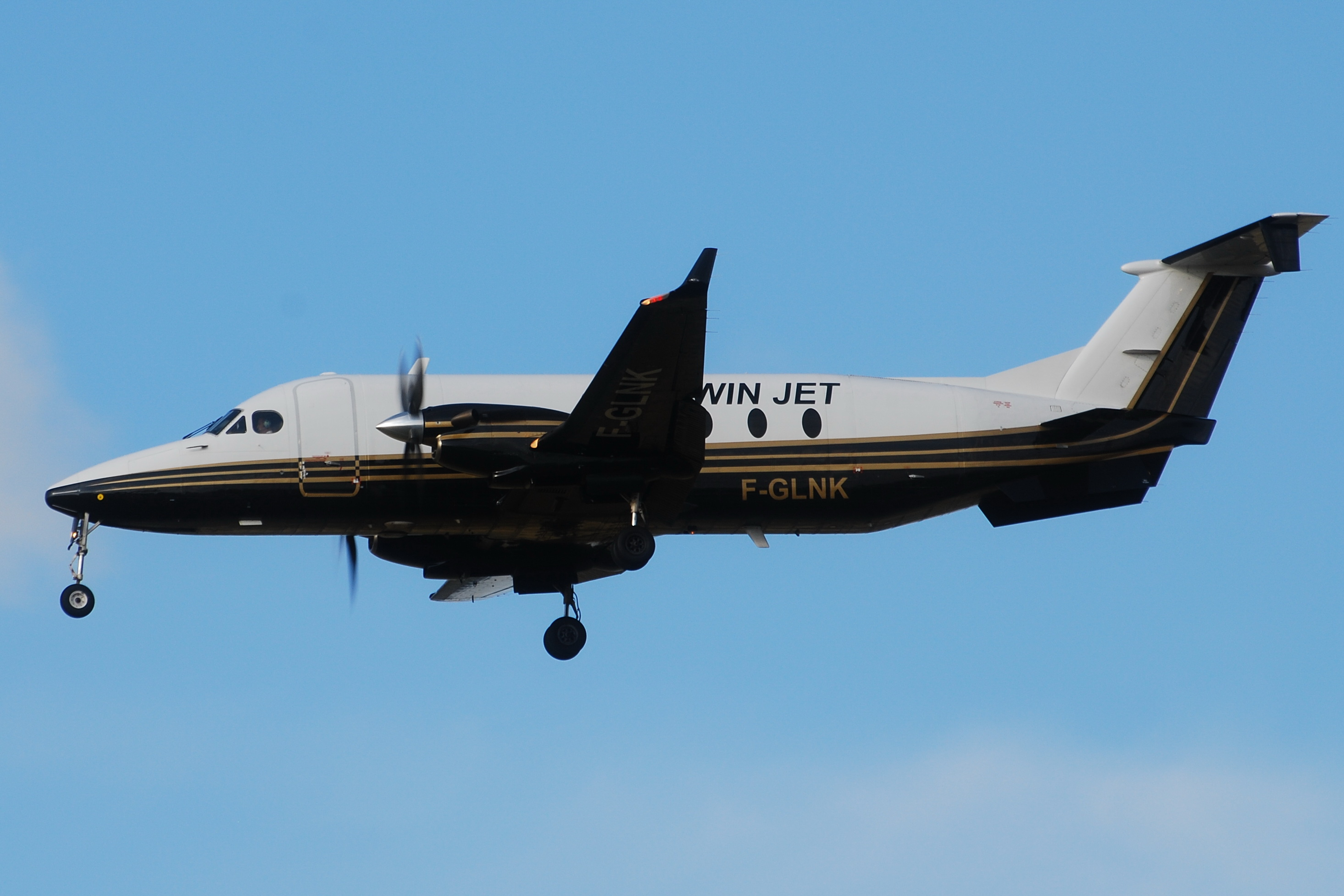
Twin Jet Beechcraft 1900D

Флот на вересень 2019